# Анна Ань Синь
Анна Ань Синь (кит.: 婦安辛安納; 1828, Аньпін, провінція Хебей, Китай — 11 липня 1900, Люгунін, провінція Хебей, Китай) — свята Римсько-Католицької Церкви, мучениця.

## Біографія
У другій половині XIX століття в Китаї були сильні антихристиянські настрої. Вони досягли свого піку в 1899—1901 роках, під час повстання боксерів, коли в Китаї почалося масове переслідування християн.
11 липня 1900 року Анна Ань Синь була заарештована повстанцями разом з дружиною сина Марією Ань Го, дружиною внука Анною Ань Цзяо та онукою Марією Ань Лінхуа. Повстанці вимагали від них відмовитися від християнства. Заарештовані жінки залишилися вірні своїй вірі, внаслідок чого їх вивели за межі села і стратили.

## Прославлення
Анна Ань Синь була беатифікована 17 квітня 1955 року Римським Папою Пієм XII разом з французьким місіонером Леоном Манженом і канонізована 1 жовтня 2000 року Папою Римським Іваном Павлом II, разом з групою 120 китайських мучеників.
День пам'яті в Католицькій Церкві — 9 липня.

## Джерело
- George G. Christian OP, Augustine Zhao Rong and Companions, Martyrs of China, 2005, стор. 73 (англ.)